# لوريل كانيون (فلم)
لوريل كانيون  (بالإنجليزية: Laurel Canyon) هو فيلم دراما تم إنتاجه في الولايات المتحدة وصدر في سنة 2002. من بطولة فرانسيس مكدورماند وكريستيان بيل وكيت بيكينسيل وأليساندرو نيفولا.

## الميزانية والإيرادات
حقق أرباحا تقدر بـ 4,412,203 دولار.

## وصلات خارجية
- مقالات تستعمل روابط فنية بلا صلة مع ويكي بيانات